# Gelis asperatus
Gelis asperatus là một loài tò vò trong họ Ichneumonidae.